# Winterthur
Winterthur Svájc hatodik legnagyobb városa, s egyben Zürich kanton Winterthur kerületének központja is.
100 000 lakosával a kanton második legnagyobb városa, csak Svájc legnépesebb települése, Zürich előzi meg.
Míg korábban az iparáról volt híres, ma már a szolgáltatások és a kultúra központja. 16 múzeuma a legkülönbözőbb kiállításokat kínálja, pályaudvara pedig a harmadik legnagyobb vasúti és személyforgalmat lebonyolító állomás az országban.
A Töss és az Eulach folyók mentén fekvő várost gyakran emlegetik Kelet-Svájc kapujaként.
Winterthur alatt azonban gyakran a körülötte fekvő kisebb településekkel alkotott agglomerációt értjük a maga 123 000 lakosával.
Winterthurt 1180-ban alapították, 1264-ben emelkedett városi rangra, amelyet a Habsburgoktól kapott, azonban a tényleges alapítóknak Kyburg grófjait tartják. Néhány nagy múltú ipari vállalata mellett leginkább a helyi székhelyű Winterthur Csoportról híres.

## Fekvése
Winterthur Zürichtől északkeletre Svájc északkeleti részén fekszik a Töss folyó völgyének kijáratánál.
A városon keresztülfolyik a Töss, az Eulach és a Mattenbach, míg a beépített területeket erdős dombok ölelik körül.
A város legmagasabb pontja a Hulmen (687 m), a legmélyebb pontja a tenger szintje felett 393 méterrel fekszik. A város területének 38,8%-át erdő fedi, ez hozzávetőlegesen 2637 hektárt jelent - ezzel az értékkel Winterthur a legnagyobb erdőterületű svájci város.
Területének 27,9%-a szántóföld, rét és mező, a beépített terület a teljes kiterjedés 32%-a.

## Városrészei
A város hét kerületből áll, amelyek különböző városrészeket foglalnak magukban.
A kerületek név szerint:
- Stadt
- Mattenbach
- Oberwinterthur
- Seen
- Töss
- Veltheim
- Wülflingen

Oberwinterthur, Seen, Töss, Veltheim és Wülflingen 1922. január 1-jén csatlakoztak a városhoz (addig külön településként működtek), azonban a mai napig viselik megkülönböztető jegyeiket, ezáltal színesítik a városképet.

## Városképe
Gyakran illetik a „kertvárosi” jelzővel, habár nagyváros létére ez a jelző meglepőnek tűnhet. A magyarázat a két világháború közötti időszakra nyúlik vissza, amikor is a Albert Bodmer, a város építésze a város rendezési tervéhez az angol kertváros mintáját vette alapul. Így minden új épületnek meghagytak egy kisebb méretű előkertet, amely nagyságrendekkel megnövelte a város zöldterületének arányát.
1964-ben azonban felütötték fejüket a „modern” építészeti irányzatok, és már nem kertvárosi tervekre volt igény. Így megkezdődtek az építkezések, átépítések városszerte, amelynek eredményeképpen az akkori Mattenbach a mai városrésszé nőtte ki magát.
Csak az 1970-es évek recessziója után következett be fordulat a városrendezési elképzelésekben: elvetették a korábban modernnek gondolt terveket, és a korábbi értékek megőrzésére fektették a hangsúlyt. 1999-ben a város megkapta a Wakker-díjat a tradicionális lakóépületek megőrzésében tett erőfeszítéseiért.

## Lakossága
2008 júliusa óta Winterthur Svájc hatodik legnagyobb városa, a kantonban pedig a dobogó második helyén foglal helyet. Ekkor regisztrálták ugyanis a 100 000. lakost, és ezzel Winterthur nagyvárossá lépett elő.
Winterthur nem tekintendő Zürich elővárosának, habár a két város közötti távolság alapján még akár ezt is gondolhatnánk, sokkal inkább egy különálló agglomeráció központja, amelybe a körülötte fekvő 12 települést szokás beleszámolni: Brüttent, Dättlikont, Dinhardot, Elsaut, Henggartot, Hettlingent, Neftenbachot, Pfungent, Rickenbachot, Seuzachot, Wiesendangent, valamint Zellt.
A külföldiek aránya 1970 óta 20% körül van, 2007 végén 23,7%-ot tett ki, amelynek 20,6%-a olasz, 15,8%-a német, 26,7%-a pedig a jugoszláv utódállamokból származik. Az itt élő külföldiek háromnegyede körülbelül Európából származik.

## Vallási megoszlása
2007 végén 37 251 lakos (37,5%) evangélikus, 26 850 (27,0%) római katolikus, 11 208 (11,3%) iszlám, míg 3028 ortodox (3,0%) vallású volt. Az egyéb felekezetekbe tartozók a lakosság 5,2%-át teszik ki. Az evangélikus szabadegyházak erősen képviseltetik magukat a városban: az adventisták, a szabad evangélisták, a metodisták, a GvS és a Bárka Közösség is egyházat tart fent Winterthurban.
Az albán-iszlám közösség a városban mecsetet tart fent.

## Testvérvárosai
Winterthur testvérvárosaival elsősorban kulturális és hatósági kapcsolatokat ápol, azonban gazdasági és sportkapcsolatokkal is rendelkezik testvérvárosaiban.
- Hall, Tirol, Ausztria (1948)
- Yverdon-les-Bains, Svájc (1969)
- La Chaux-de-Fonds, Svájc (1981)
- Pilsen, Csehország (1994)

A svájci testvérkapcsolatok kialakításának elsődleges oka a nyelvi különbségek áthidalásának megkönnyítése, a látogatások élénkítése a német és a francia nyelvű országrész között volt.

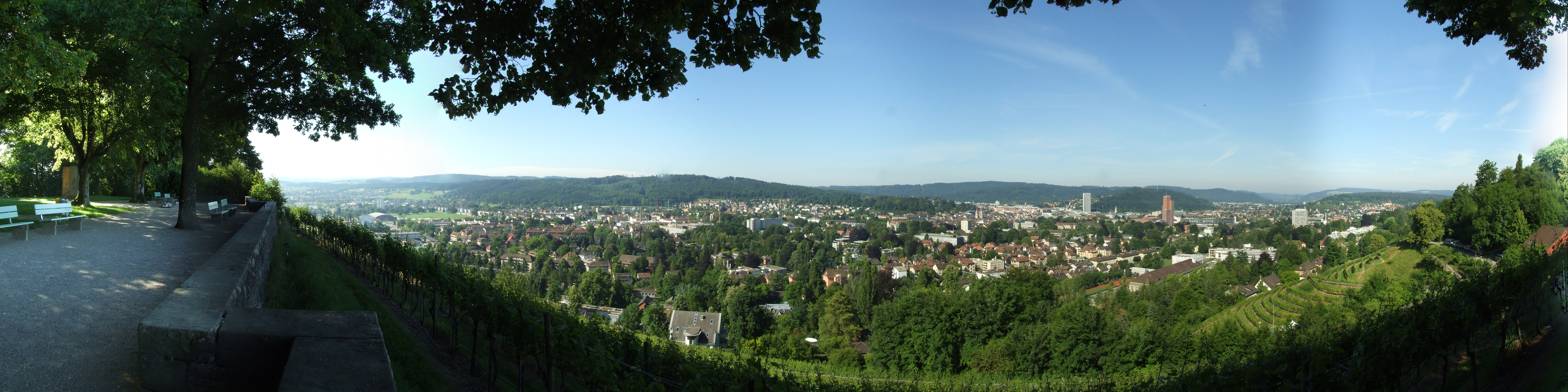
Winterthuri panoráma